# Рубін Едуард Юхимович
Рубін Едуард Юхимович (нар.15 квітня 1958, м. Харків) — український науковець та підприємець, кандидат технічних наук, доцент, виконував обов'язки ректора Харківського національного університету радіоелектроніки, директор компанії «Telesens International Ltd.» та Голова ради директорів компанії «Telesens», керівник Центру тестування професійної компетентності фахівців з вищою освітою напрямів підготовки «Медицина» і «Фармація» при Міністерстві охорони здоров’я України (з травня 2019), депутат Харківської обласної ради VII скликання (з 2015 року) від «Об'єднання "Самопоміч"».
Співзасновник Навчально-науково-виробничого комплексу «Силіконова долина» (спільний проект компанії «Телесенс» та Національного технічного університету «Харківський політехнічний інститут»)  та Харківського IT-кластеру.

## Біографія
Народився 15 квітня 1958 року у Харкові. Протягом 1976—1978 років служив у Радянській армії в авіазагоні Українського Управління цивільної авіації. 
У 1984 році закінчив Харківський авіаційний інститут та здобув фах радіоінженера.
У 1987 році Едуард Рубін засновує та стає директором навчально-виробничого кооперативу «Синтез», яке стало першим в Україні приватним підприємством з виробництва комп’ютерів «Синклер» на базі процесора Z80.Також кооператив розробляв програмне забезпечення та відкрив першу у Харкові комп'ютерну залу. Кооператив був першим студентським стартапом, який був створений у Харківському інституті радіоелектроніки. На посаді директора цієї фірми він пробув до 1991 року.
У 1991 році він створює та очолює компанію «M+R Import/ExportGmbH» у Дюссельдорфі, Німеччина, яке займалось експортом та імпортом товарів між країнами СНД та Європою. 
Паралельно з цим у Дюссельдорфі у 1992 році Едуард Рубін завершує школу економіки UWP&RINKE GmbH (Дюссельдорф, Німеччина) та школу комп’ютерних наук Olivetti[джерело?]. Пізніше, у 1999 році він закінчує Швейцарську Бізнес-школу St. Gallen.
У 1995 році він стає заступником директора компанії «Intermesse Online» у Дюссельдорфі, і на цій посаді перебуває до 2000 року.
У 1998 році Едуард Рубін стає директором центру розробок в Україні ТОВ «Телесенс», яка стала дочірньою компанією німецької «Telesens AG» (м. Кельн, Німеччина). Вона стала першою компанією із залученням іноземних інвестицій в галузі IT, що з'явилась у Харкові. У 2002 році компанія «Телесенс» була реорганізована та стала самостійним підприємством. Директором компанії він пробув до 2008 році.
З 2002 по 2005 році навчався в аспірантурі при кафедрі системного аналізу та управління Національного технічного університету «Харківський політехнічний інститут», і у 2005 році захистив кандидатську дисертацію.
Навесні 2006 року він став одним з ініціаторів створення та керівником Навчально-науково-виробничого комплексу «Силіконова долина», який був створений компанією «Телесенс» спільно з Національним технічним університетом «Харківський політехнічний інститут», але через тривалий процес узгодження проекту її відкриття відбулось лише у середині травня 2008 року.
У 2009 році Едуард Рубін стає директором компанії «Telesens International Ltd.» (Лондон, Англія) та головою ради директорів компанії «Telesens».
У серпні 2010 року він став доцентом кафедри автоматизованих систем управління (нині програмної інженерії та інформаційних технологій управління) Національного технічного університету «Харківський політехнічний інститут».
У 2012 році Едуард Рубін став директором Харківського комп’ютерно-технологічного коледжу НТУ «ХПІ» і на цій посаді перебував до 2015 року.
У липні 2015 року йому було присвоєне звання професора НТУ «ХПІ», а вже у вересні цього ж року став проректором з інформаційних технологій та приватно-державного партнерства НТУ «ХПІ».
25 листопада 2015 року Едуард Рубін був призначений тимчасово виконуючим обов'язки ректора Харківського національного університету радіоелектроніки. Він зазначив, що в університеті наступила криза, і «якщо не втрутитися в ситуацію, то ХНУРЕ піде у некероване піке». Серед перших кроків Едуарда Рубіна на новій посаді стало проведення позапланової перевірки у Харківському національному університеті радіоелектроніки аудиторами Міністерства освіти і науки України та заява про те, що університет пройде повний аудит, який проведе одна з найбільших у світі компаній, що входить до «Великої четвірки» серед тих, що надають аудиторські та консалтингові послуги.
15 грудня 2016 не отримав підтримку колективу та програв вибори на посаду ректора Харківського національного університету радіоелектроніки у першому турі. Перемогу здобув професор Семенець Валерій Васильович. 
В травні 2019 став керівником Центру тестування професійної компетентності фахівців з вищою освітою напрямів підготовки «Медицина» і «Фармація» при Міністерстві охорони здоров’я України.

## Громадська діяльність
Едуард Рубін є членом Академії комп’ютерних наук України (з 1998 року)[джерело?].
З 2002 року він є головою Організації роботодавців Харківського обласного галузевого союзу роботодавців у телекомунікаціях[джерело?].
Протягом 2005—2008 років був на посаді віце-президента асоціації «IT Ukraine»[джерело?].
У 2008—2010 роках Едуард Рубін був заступником Голови Правління, а у 2010—2011 роках — Головою Правління Харківської філії Європейської Бізнес Асоціації. З 2011 року він знову заступник Голови Правління Харківської філії Європейської Бізнес Асоціації.
Також він є одним із співзасновників Харківського ІТ-кластера, який був створений на початку квітня 2015 року за прикладом позитивного досвіду у Києві і Львові та метою якого є популяризація іміджу Харкова як безпечного міста для ведення IT-бізнесу, співпраця зі школами, вишами, створення центру підвищення кваліфікації IT-фахівців і курсів для переселенців для оволодіння ними цим фахом, а також допомога у захисті інтересів IT-компаній у відносинах з державними контролюючими органами.
На місцевих виборах 2015 року Едуард Рубін був обраний депутатом Харківської обласної ради VII скликання від «Об'єднання "Самопоміч"», в якій він є членом постійної комісії з питань соціально-економічного розвитку регіону та міжнародного співробітництва[джерело?].
З 2015 року є членом політичної партії [Партія «Об'єднання „Самопоміч“»|«Об'єднання "Самопоміч"»[джерело?]].

## Відзнаки та нагороди
- 2001 — Орден «За трудові досягнення» IV ступені міжнародного відкритого Рейтингу популярності та якості «Золота Фортуна»[джерело?]
- 2005 — Лауреат рейтингу «Харків’янин року»[джерело?]
- 2006 — Переможець конкурсу «Підприємець Року» в номінації «Інформаційні технології». Фіналіст конкурсу в номінації «Найкращий підприємець в області новаторства» (організатор конкурсу – компанія «Ernst & Young»)[джерело?]
- 2007 — Фіналіст конкурсу «Підприємець Року» в номінаціях «Найкраще мале підприємство» та «Найкраще регіональне підприємство» (організатор конкурсу – компанія «Ernst & Young»)[джерело?]

## Сім'я
Едуард Рубін одружений та має чотирьох дітей.